# BSN高田ラジオ中継局
BSN高田ラジオ中継局（ビーエスエヌたかだラジオちゅうけいきょく）は、新潟県上越市にある新潟放送の中波放送中継局である。1953年（昭和28年）12月1日に開設。

## 概要
- 当中継局は、上越市新光町3丁目16番地に置かれ、上越地方の広範囲に電波を発射している。
- 尚、テレビの中継局については高田中継局を、NHK新潟放送局のラジオ中継局についてはNHK高田ラジオ中継放送所をそれぞれ参照の事。

## 中継局概要
| 放送局名    | コールサイン | 周波数  | 空中線電力 | 放送対象地域 | 放送区域内世帯数 |
| BSN新潟放送 | JODO         | 1530kHz | 1kW        | 新潟県       | 約-世帯          |